# Alanna Ubach
Alanna Ubach   (Downey, 3 d'octubre de 1975) és una actriu estatunidenca coneguda pels seus papers a Coco com a Mama Imelda, Una rossa molt legal com a Serena McGuire i Meet the Fockers com Isabel Villalobos.
Ha donat la veu a diversos personatges a pel·lícules animades i espectacles televisius, com Liz Allan a The Spectacular Spider-Man, narradora a El Tigre: The Adventures of Manny Rivera, Lola Boa a Brandy & Whiskers, Strudel a Pound Puppies i quatre personatges a la pel·lícula animada guanyadora de l'Oscar Rango. Va interpretar Josie, la primera ajudant de El món d'en Beakman.
Va néixer en Downey (Califòrnia), filla de Sidna i Rodolfo Ubach. El seu pare era de San Juan (Puerto Rico) i la seva mare, crescuda a Los Angeles, era de Sinaloa (Mèxic).